# Omocestus

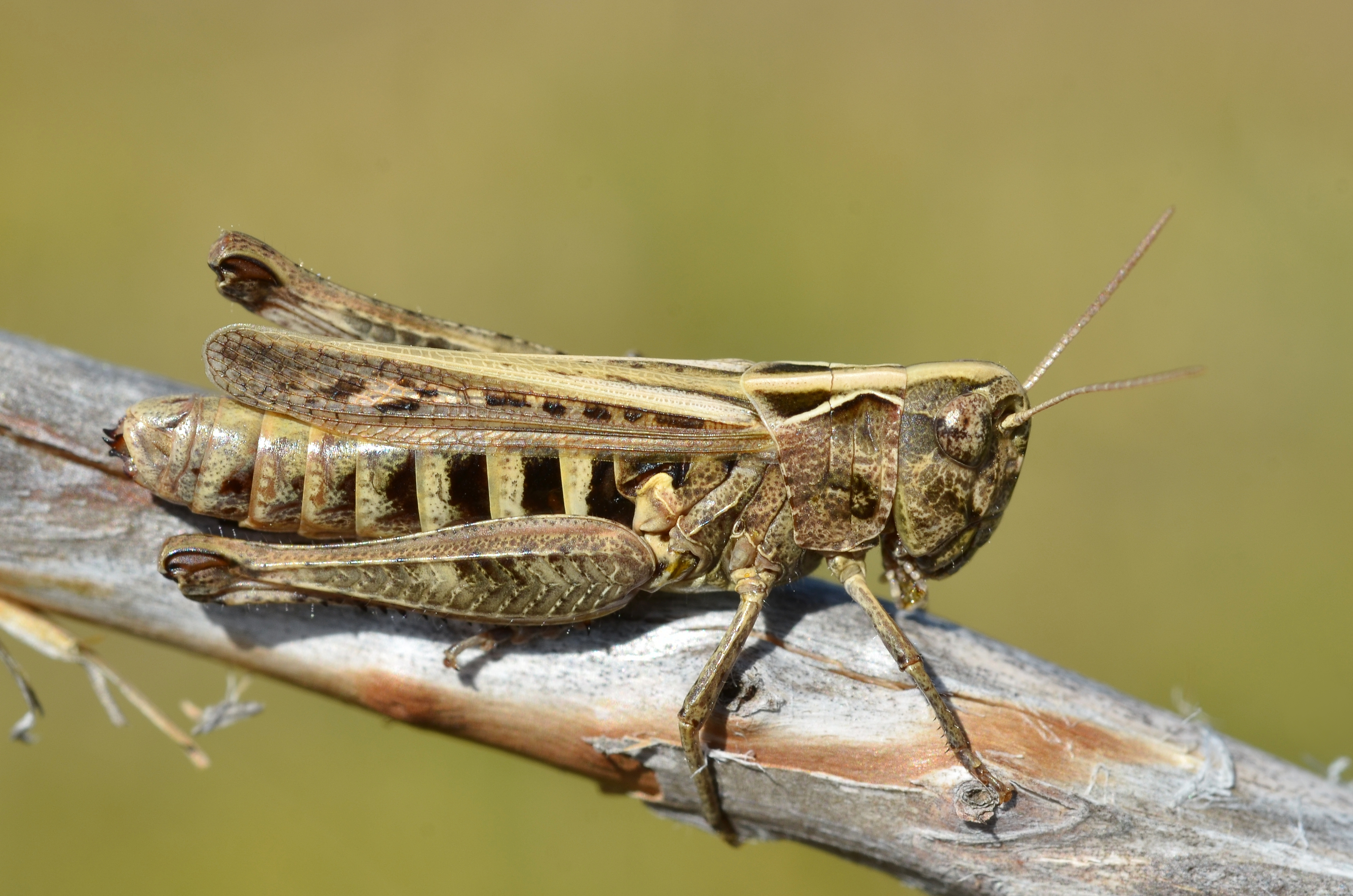
Skoczek szary, samica

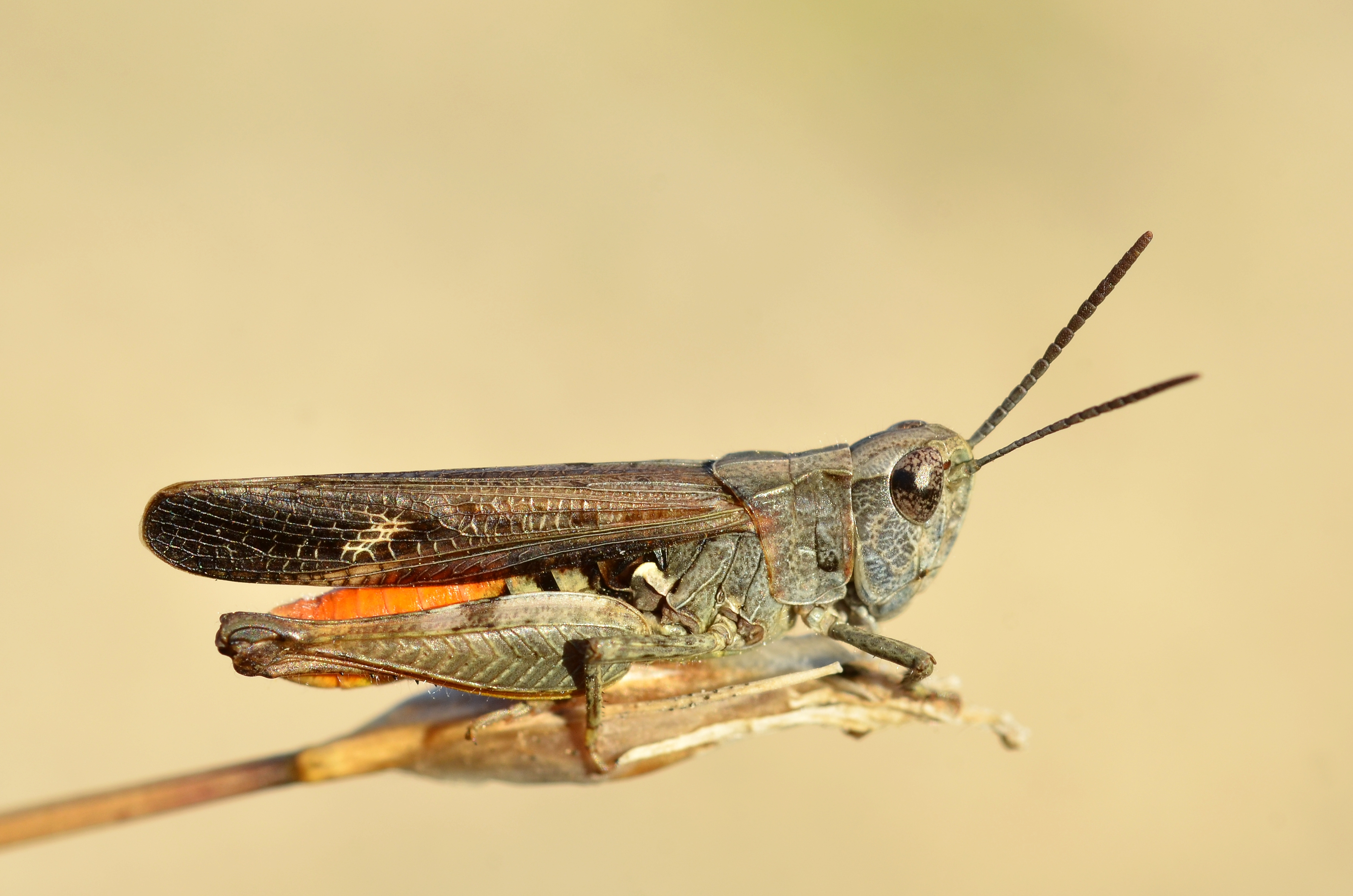
Omocestus raymondi, samiec

Skoczek (Omocestus) – rodzaj owadów prostoskrzydłych z rodziny szarańczowatych.
Takson ten wprowadzony został w 1878 roku przez I. Bolívara jako podrodzaj w rodzaju Gomphocerus. Do rangi osobnego rodzaju wyniósł go w 1910 roku W.F. Kirby
Głowę tych szarańczaków cechują czułki o niezgrubiałych wierzchołkach. Przedplecze ma tylko jedną bruzdę na dysku wyraźnie zaznaczoną. U samca wierzch przedplecza jest wąski, a jego listewki boczne zagięte ku środkowi tak, że odległość między nimi jest 2–3 razy większa z tyłu niż z przodu. Narząd bębenkowy nakryty jest fałdem oskórka. U samic występuje aparat strydulacyjny. Zewnętrzne krawędzie płatów pokładełka pozbawione są ząbkowania. 
Przedstawiciele występują w krainie palearktycznej od Europy i północnej Afryki po Półwysep Koreański. W Polsce rodzaj ten jest reprezentowany przez 3 gatunki: skoczka szarego, zmiennego i zielonego. Omocestus petraeus był wprawdzie wykazywany w literaturze z doliny Baryczy, ale nie zaliczono go do polskiej ortopterofauny.
Należą tu 52 opisane gatunki, zgrupowane w 3 podrodzajach:
- podrodzaj: Omocestus (Dreuxius) Defaut, 1988
  - Omocestus alluaudi Uvarov, 1927
  - Omocestus antigai (Bolívar, 1897)
  - Omocestus bolivari Chopard, 1939
  - Omocestus femoralis Bolívar, 1908
  - Omocestus lecerfi Chopard, 1937
  - Omocestus lepineyi Chopard, 1937
  - Omocestus minutissimus (Brullé, 1832)
  - Omocestus navasi Bolívar, 1908
  - Omocestus uhagonii (Bolívar, 1876)
- podrodzaj: Omocestus (Haplomocestus) Tarbinsky, 1940
  - Omocestus caucasicus Tarbinsky, 1930
- podrodzaj: Omocestus (Omocestus) Bolívar, 1878
  - Omocestus africanus Harz, 1970
  - Omocestus avellaeusitibia Zheng, Dong & Xu, 2013
  - Omocestus aymonissabaudiae Salfi, 1934
  - Omocestus cuonaensis Yin, 1984
  - Omocestus defauti Sardet & Braud, 2007
  - Omocestus enitor Uvarov, 1925
  - Omocestus fontanai Massa, 2004
  - Omocestus gonggarensis Zheng & Chen, 1995
  - Omocestus haemorrhoidalis (Charpentier, 1825) – skoczek szary
  - Omocestus harzi Nadig, 1988
  - Omocestus helanshanensis Zheng, Zeng, Zhang, Tao & Su, 2012
  - Omocestus heymonsi (Ramme, 1926)
  - Omocestus hingstoni Uvarov, 1925
  - Omocestus hubeiensis Wang & Li, 1994
  - Omocestus laojunshanensis Mao & Xu, 2004
  - Omocestus lopadusae La Greca, 1973
  - Omocestus lucasii (Brisout de Barneville, 1850)
  - Omocestus maershanensis Mao & Xu, 2004
  - Omocestus megaoculus Yin, 1984
  - Omocestus minutus (Brullé, 1832)
  - Omocestus motuoensis Yin, 1984
  - Omocestus nadigi Harz, 1987
  - Omocestus nanus Uvarov, 1934
  - Omocestus nigrifibialis Zheng, Zeng, Zhang, Tao & Su, 2012
  - Omocestus nigripennis Zheng, 1993
  - Omocestus nigritibialis Zheng, Huang & Zhou, 2008
  - Omocestus nyalamus Xia, 1981
  - Omocestus panteli (Bolívar, 1887)
  - Omocestus peliopteroides Zheng, Dong & Xu, 2011
  - Omocestus petraeus (Brisout de Barneville, 1856)
  - Omocestus pinanensis Zheng & Xie, 2001
  - Omocestus qinghaihuensis Zheng & Xie, 2001
  - Omocestus raymondi (Yersin, 1863)
  - Omocestus rufipes (Zetterstedt, 1821) – skoczek zmienny
  - Omocestus simonyi (Krauss, 1892)
  - Omocestus tibetanus Uvarov, 1939
  - Omocestus tzendsureni Günther, 1971
  - Omocestus uvarovi Zanon, 1926
  - Omocestus viridulus (Linnaeus, 1758) – skoczek zielony
  - Omocestus xinjiangensis Liu, 1995
  - Omocestus zhenglanensis Zheng & Han, 1998
  - Omocestus znojkoi Mistshenko, 1951